# Łuseczka skrzydłowa

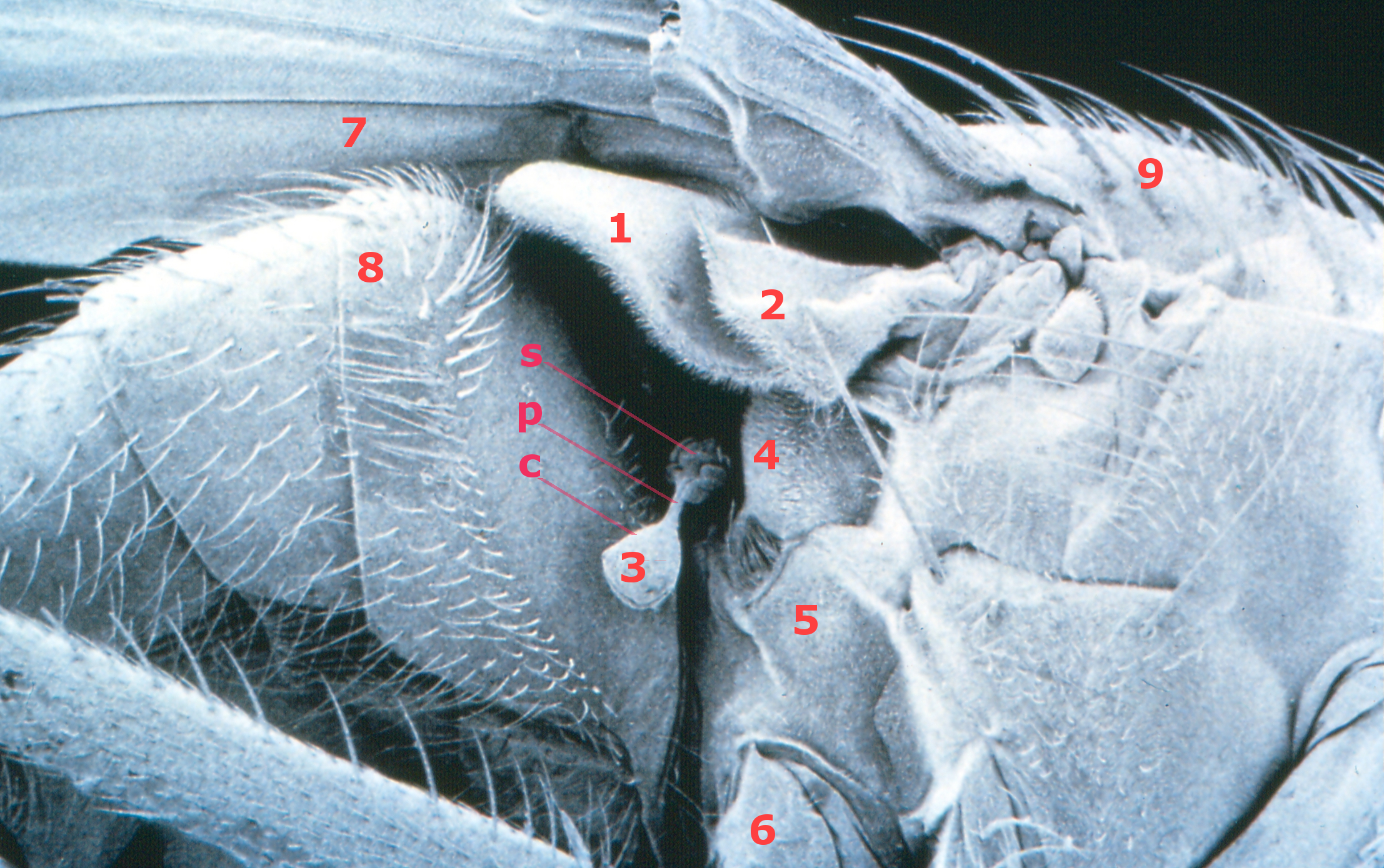
Zbliżenie na bok tułowia muchówki. 1: łuska tułowiowa, 2: łuska skrzydłowa

Łuseczka skrzydłowa, łuska skrzydłowa, łuska górna (łac. disticalypter, squamula alaris, antisquama; ang. upper calypter, outer squama) – struktura anatomiczna charakterystyczna dla muchówek.
Narząd ten ma postać dyskowatą lub błoniastą i leży po bokach tułowia, u nasady skrzydeł, nad przezmiankami. Stanowi on dystalny płat tylno-nasadowej części, łączącej tylną krawędź skrzydła i tułów, błony aksylarnej. Bierze swój początek jako fałda błony nad łuską tułowiową i zwykle jest większy od niej.